# Земира
Земира (фр. Zémire, род. летом 1778, ум. летом 1785) — левретка императрицы Екатерины II.

## История левретки

### Имя
Имя Земиры, вероятней всего, происходит из оперы на сюжет Красавицы и Чудовища «Земира и Азор» (1771). Эта опера была разыграна воспитанницами Общества благородных девиц Смольного института перед Екатериной и её двоюродным братом шведским королём Густавом III в 1777 году. (В 1788 году король Густав также назвал «Земирой» один из своих кораблей). Согласно легенде, Земира родилась именно во время этого визита (хотя в письмах владелицы она появилась на год позже).
Имя Чудовища из оперы — Азор, тоже стало собачьей кличкой и пользуется бо́льшей популярностью.

### Семья левреток императрицы
Принадлежала к многочисленному семейству Андерсон (Томсон) английских левреток императрицы. Её родоначальники Сэр (Сир) Том Андерсон (ум. 1784) и Дюшеса (ум. 1782) были присланы в подарок Екатерине II английским врачом бароном Димсдейлом, который служил в Санкт-Петербурге в 1768—69 годах, (делая первые в стране прививки от оспы) и прислал собак государыне, вернувшись в Англию.
Екатерина очень любила своих левреток и часто писала о них своему постоянному корреспонденту барону Ф. М. Гримму. Родословную её собак можно проследить по этой переписке — она описала её в письме (апрель, 1775), рассказав, например, что Сэр Том «женился во второй раз на m-lle Мими».
| «Во главе стоит родоначальник, сэр Том Андерсон, его супруга, герцогиня Андерсон, их дети: молодая герцогиня Андерсон, господин Андерсон и Том Томсон; этот устроился в Москве под опекой князя Волконского, московского генерал-губернатора. Кроме них, уже завоевавших себе положение в свете, есть ещё четверо или пятеро молодых особ, которые обещают бесконечно много: их воспитывают в лучших домах Москвы и Петербурга, как, например, у князя Орлова, у господ Нарышкиных, у князя Тюфякина…» |

Сэр Том Андерсон прожил 16 лет, оставив множество потомков («молодых людей»), которых хозяйка отдавала в семьи Волконских, Орловых, Нарышкиных, и даже «двое отпрысков обосновались в Версале».
За «маленькими живчиками» наблюдал специальный паж. Собачки спали в обитой розовым атласом корзинке-колыбели, которая обычно стояла в опочивальне Екатерины. В Царском Селе Екатерина каждое утро гуляла вместе со всеми Андерсонами, которые носились вокруг неё по лужайке. Собачки для современников стали постоянным атрибутом правительницы.
Сообщая Гримму о большом горе по поводу кончины великой княгини Натальи Алексеевны (супруги Павла I), Екатерина заканчивает письмо следующими строками:
| Я всегда любила зверей… животные гораздо умнее, чем мы думаем, и если было когда-нибудь на свете существо, имевшее право на речь, то это, без сомнения, Том Андерсон. Общество ему приятно, особенно общество его собственной семьи. Из каждого поколения он выбирает самых умных и играет с ними. Он их воспитывает, прививает им свои нравы и привычки: в дурную погоду, когда всякая собака склонна спать, он сам не ест и мешает есть менее опытным. Если же, несмотря на его предостережения, они расстроят себе желудки и он увидит, что у них началась рвота, то он ворчит и бранит их. Если он найдёт что-нибудь, что может их забавить, то предупреждает их; если найдёт какую-нибудь траву, полезную для их здоровья, то ведёт их туда. Эти же явления я наблюдала сто раз собственными глазами. |

В бумагах императрицы сохранилась эпитафия Сэра Тома, написанная ещё при его жизни в конце 1777 или начале 1778 года. Кроме того, Екатерина сообщает Гримму с юмором (февраль 1778): «Я начала писать свою эпитафию, и я скалькирую её с эпитафии сэра Тома Андерсона».
В другом письме она рассказывала Гримму, что присланные им перчатки валяются на диване «и забавляют внуков Сира Тома Андерсона и в особенности Лэди Андерсон, которая в свои пять месяцев представляет собой маленькое чудо и соединяет в этом возрасте все добродетели и пороки своей знаменитой породы. Она уже сейчас рвёт всё, что находит, всегда бросается и хватает за ноги всех, кто входит в мою комнату; охотится за мухами, птицами, оленями и тому подобными животными вчетверо больше её и одна производит больше шума, чем все её братья, сёстры, тётка, отец, мать, дед и прадед вместе взятые. Это полезная движимая собственность в моей комнате, так как она забавляется всякими пустяками, которые следует унести из моей комнаты, не нарушая обычного течения моей жизни».
«Молодая, прекрасная Земира» впервые появляется в письме от 30 ноября 1778. Её отцом был Том Андерсен (или предком), а матерью — молодая Леди Герцогиня Андерсон.
В одном из своих писем императрица писала:

«Вы простите меня за то, что вся предыдущая страница очень дурно написана: я чрезвычайно стеснена в настоящую минуту некой молодой и прекрасной Земирой, которая из всех Томассенов садится всегда как можно ближе ко мне и доводит свои претензии до того, что кладёт лапы на мою бумагу».

В письме к Гримму от 18 июля 1785 года Екатерина сообщает о смерти своей любимицы Земиры: «Между всеми этими делами умерла Земира, правнучка сэра Тома…». По воспоминаниям современников, когда Земира скончалась, Екатерина несколько дней не выходила из своей опочивальни, оплакивая любимицу.

### Надгробие
«Любимые собачки Великой Царицы» были похоронены при Пирамиде в Екатерининском парке: Сэр Том Андерсон, Дюшеса и Земира.
Пирамида находится позади павильона «Турецкая баня». Сначала (ещё при жизни собачек, как и положено гробницам фараонов) она была сложена из кирпича по проекту архитектора В. Неелова в 1770 году, а в 1772 году облицована плитами гранита. В 1774 году она была разобрана до основания: «но 1781 года повелено построить, вместо прежней, пирамидальную и обложить её снаружи гранитом». Пирамида была построена Чарльзом Камероном в 1782—83 годах, и является миниатюрным повторением римской усыпальницы под названием Пирамида Цестия. Её лицевую часть прорезает вход, а по углам стояли четыре колонны на пьедесталах, тела которых были вытесаны из серого уральского мрамора.
У подножия погребены три собаки — Том Андерсон, Земира и Дюшесса (Герцогиня). Места погребения были отмечены досками из белого мрамора с высеченными на них эпитафиями (не сохранились, известны по описаниям), которые восхваляли их «верность, ласки и услужливость».
В 1781 году барон Димсдейл с женой посетили эту пирамиду. Его супруга записала: «Императрица сказала барону, что Том <…> и его супруга <…> оставили потомство более многочисленное, чем авраамово, но сейчас они состарились». Эпитафия Дюшесы сообщала, что она умерла в 1782 году, «оставив 115 потомков». Екатерина составила этот текст, который гласил:  «Под Камнем сим лежит Дюшесса Андерсон, которой укушен искусный Роджерсон» (Роджерсон, Иван Самойлович — лейб-медик императрицы).
Наиболее известна эпитафия Земиры, сочинённая французским послом графом Сегюром. В своих Записках он описывает: «Однажды, помню я, императрица сказала мне, что у неё околела маленькая левретка Земира, которую она очень любила и для которой желала бы иметь эпитафию. Я отвечал ей, что мне невозможно воспеть Земиру, не зная её происхождения, свойств и недостатков. „Я полагаю, что вам достаточно будет знать, — возразила императрица, — что она родилась от двух английских собак: Тома и Леди, что она имела множество достоинств и только иногда бывала немножко зла“. Этого мне было довольно, и я исполнил желание императрицы и написал следующие стихи, которые она расхваливала»:

«Здесь лежит Земира, и опечаленные Грации должны набросать цветов на её могилу. Как Том, её предок, как Леди, её мать, она была постоянна в своих склонностях, легка на бегу и имела один только недостаток: была немножко сердита, но сердце её было доброе. Когда любишь, всего опасаешься, а Земира так любила ту, которую весь свет любит, как она. Можно ли быть спокойною при соперничестве такого множества народов. Боги, свидетели её нежности, должны были бы наградить её за верность бессмертием, чтобы она могла находиться неотлучно при своей повелительнице» (подстрочный пер. с фр.яз.).

Императрица, по указанию Сегюра, велела вырезать эти стихи на камне, который был поставлен в Царскосельском саду.
Эта эпитафия неоднократно публиковалась, и, вероятно, поэтому Земира стала самой знаменитой из левреток императрицы, и обычно портреты собак Екатерины называют «портретами Земиры».
«Российский гуманитарный энциклопедический словарь» указывает: «Пирамида в Екатерининском парке, стоящая в одном ряду с памятниками военной славы, определила новый тип исторических эмоций: великие исторические события в памяти равны личным привязанностям. Так гробница Земиры незаметно формировала свободную личность, и, через творчество поэтов, созданных Царским Селом, стала одним из источников современной культуры».

## В искусстве
- «Екатерина II на прогулке в Царскосельском парке» — картина Боровиковского была написана много лет спустя после смерти Земиры и других известных собак Андерсонов; но традиционно считается, что на нём изображена именно Земира. По другой версии там изображена Герцогиня[2]. Белая собачка фигурирует в царскосельской сцене пушкинской «Капитанской дочки», вдохновлённой портретом Боровиковского.
- табакерка, где портрет одной из левреток окружён «нарядной сеткой драгоценных каменьев».
- мраморная скульптура Mimi (скульптор Эстеррейх).
- когда Земира скончалась, её изваяли из фарфора в натуральную величину (возможно, на Императорском Фарфоровом заводе по модели скульптора Рашетта): фарфоровая левретка в натуральную величину — 29 см сидела на подушечке на приступке турецкого дивана в Парадной опочивальне императрицы в Большом Петергофском дворце (сейчас экспонируется в Диванной). (Также сохранилось чучело Лизетты — левретки Петра Первого). Скульптура была сделана в нескольких вариантах, и повторялась в разных материалах. Это изображение являлось аллегорическим изображением Верности[1].

### Наши дни
В 2000 году в Петергофе было устроено чествование в честь Земиры. Праздник открылся театрализованным действием, где рассказывалось об истории левретки. Затем двадцать шесть собак прошествовали по Большому каскаду. После второго парада в Большом дворце гости услышали отрывки из оперы «Земира и Азор». По сообщению от 2008 года этот праздник, получивший название «Игрушка ветра» (так переводится слово «левретка»), стал традиционным, и на нём выбирают «королеву бала» среди собак.